# بار (قانون)
بار (بالإنجليزية: Bar (law)): في القانون، بار هو المهن القانونية كمؤسسة. المصطلح كناية عن الخط أو الحاجز؛ الذي يفصل أجزاء قاعة المحكمة المخصصة للمشاهدين عن تلك المخصصة للمشاركين في المحاكمة مثل المحامين.